# マスコミ不祥事
マスコミ不祥事（マスコミふしょうじ）とは、マスメディア（マスコミ）・報道機関、もしくはその組織に所属・関係する者がその目的に好ましくない事件・よくない事件（信用失墜行為）を起こすこと（不祥事）を指す言葉である。
なお、日本では民間人による虚報（虚偽通報、デマの拡散）については虚偽告訴等罪や風説の流布といった形での法規制があるが、マスメディア業界全体に対しては新聞業における特定の不公正な取引方法および新聞公正競争規約を見ても報道機関自身の不祥事事件や誤報・虚報に関する取り決め（報道の自由を侵害し得る法規制）が存在しないため各報道機関の自主規制に頼らざるを得ず、再発防止徹底を目的とした各社の自主的な事後方策には他社に対し何ら実効性がなく、またほとんどの事例においてごく軽微な罰金か謝罪のみで終わり、風説の流布事実について刑法上の罪を追求されることはない（マスメディア#意義）。
マスメディア全体としての虚偽報道は国家、時代、世紀を跨いで高い頻度で繰り返されている。

## マスコミの不祥事
マスコミの不祥事は、
1. マスコミ関係者個人の非行事案
2. 会社組織としての問題
3. 報道機関としての信頼性の問題：誤報・虚報等

などに分類できる。

## 主な不祥事

### テレビ局

#### 日本
この節では、主な不祥事について記述する。それ以外の不祥事についてはここでは記述しない。（NHKの不祥事、日本テレビ、テレビ朝日、TBSテレビ、テレビ東京、フジテレビ、TOKYO MXなどを参照。）
- 1968年3月10日、TBSのクルーが成田空港建設反対派の農民や活動家をゲバ棒に転用可能なプラカードとともに取材車両で輸送するなどの便宜を図った。その後このことを問題視した自民党から非難・抗議を受け、計8人が処分を受けた。
- 1975年及び1977年3月26日に、笑福亭鶴瓶が独占!男の時間で2度にわたって、番組収録中に全裸騒動を起こす。東京12チャンネル(現:テレ東)は、鶴瓶を無期限の出入禁止に処した(2003年に解禁)。
- 1985年8月、テレビ朝日の番組『アフタヌーンショー』で暴走族のリンチを特集したが、番組プロデューサーが依頼したやらせであることが発覚、プロデューサーが暴行教唆で逮捕された。
- 1989年10月26日、TBSの情報番組スタッフがオウム真理教幹部に坂本堤弁護士のインタビューを放送前に視聴させ、オウム真理教による坂本堤弁護士一家殺害事件の引き金となった[1]。
- 1991年4月、NHKの松平定知アナウンサーが泥酔状態でタクシー運転手に暴力をふるい、朝のニュースを降板・降格処分となった[2]。
- 1993年9月21日、日本民間放送連盟の第6回放送番組調査会の会合に出席した当時テレビ朝日の椿貞良報道局長が第40回衆議院議員総選挙の際の報道について、「反自民の連立政権を成立させる手助けになるような報道をしよう」と発言した問題を同年10月13日付の産経新聞が報道、「偏向報道」の疑いがあるとして放送法違反による放送免許取り消し処分が検討される事態に発展した。
- 1997年2月15日、テレビ東京の『ザ・道場破り!』のトルコにおいて行われたオイルレスリング交流試合の収録中に、江頭2:50が突然、ふんどしを脱ぎ捨て性器を露出した全裸の状態で自身の持ち芸を披露した。それを観た大衆は激怒し、遂には暴動にまで発展し、江頭はトルコ警察によって身柄を拘束され逮捕された。この映像が同月19日に米国の通信社により世界に配信されたことで当時の社長が謝罪する事態となった[3]。
- 1999年2月1日、テレビ朝日の『ニュースステーション』がダイオキシン高濃度検出事件を「葉物野菜から多く検出」と報道し、間違ったデータや誤解を招きかねないイメージ映像を流した事で所沢市産のホウレンソウなど、野菜の価格が暴落した。

- 2002年5月27日、テレビ東京の『ニュースウォッチ』と『TXNニュースアイ』の番組冒頭で、中国人窃盗団の犯行から逮捕までの一部始終を「外国人犯罪の増加」をテーマとするスクープ映像として放送した。だが、窃盗団の案内役である日本人男性から事前に情報を入手していたにもかかわらず、警察へは連絡したものの実際に被害にあった会社には連絡していなかったことの他、取材の過程で提供者に金銭を渡していたこと、窃盗団メンバーの顔写真を警察に提供していたこと、記者とデスク以外に取材手法や内容を把握していた者がいなかったことなどが問題視された。この件でテレ東は"安易な映像スクープ主義""視聴率狙いの衝撃映像"などとして厳しい批判を受けた[4]。
- 2003年10月24日、日本テレビの視聴率不正操作事件が発覚、同年12月30日の午前中に日本テレビ単独（ネット局無し）でこの事件についてのお詫びと事件についての説明をスポンサー無しで放送した。
- 2003年11月2日、TBSが石原慎太郎東京都知事の日韓併合に関する発言を捏造した[5]。
- 2005年12月7日、同年12月5日に放送されたテレビ朝日の情報番組『奇跡の扉 TVのチカラ』において、霊視能力者が「1990年に札幌市内で発生した殺人事件の容疑者が近くにいる」とし、神戸市東灘区の小学校の映像を学校側に許可なく無断で放送した。これにより、同校の保護者や児童が不安を訴え集団下校や地域住人による見回り強化といった事態になり問題化する。同校はテレビ朝日に抗議をした。

- 2007年1月20日、関西テレビ制作の番組『発掘!あるある大事典II』で2007年1月7日放送分の納豆を取り上げた回の「納豆ダイエット」において、虚偽のデータを放映した事実が社内調査により発覚し[6]、同番組も打ち切りとなった。
- 2008年1月17日、NHK職員によるインサイダー取引が発覚した。
- 2009年3月1日、日本テレビの『真相報道 バンキシャ!』が2008年11月に放送した岐阜県庁の裏金疑惑が取材報酬欲しさに捏造されたガセネタであった事が判明し、ついには同局の久保伸太郎社長の引責辞任に発展した。
- 2009年11月12日、市川市福栄におけるイギリス人女性殺人・死体遺棄事件の被疑者が、千葉県行徳警察署から送検される際、それを撮影しようとしたTBS情報制作局のディレクターの男が規制線を乗り越え、制止した警察官を突き飛ばして怪我を負わせ、移送車両の前方に立ち塞がり車両の窓ガラスを数回叩いたとして公務執行妨害の現行犯で逮捕された。「男は取り押さえられた後も抵抗していた」との証言もある。この時、他のカメラマンも車両に駆け寄り大混乱となったほか日本経済新聞社のカメラマンも後ろから何者かに押され、右手指の骨にひびが入る怪我をしている。男は「いい画像を撮りたかった。お騒がせして大変申し訳ない」と供述し、同日夕方に釈放された[7][8][9]。
- 2011年8月4日、東海テレビが放送しているぴーかんテレビの中で急に画面が切り替わり、「怪しいお米 セシウムさん、怪しいお米 セシウムさん、汚染されたお米 セシウムさん」という表示が23秒間流れた。これは担当スタッフの悪ふざけであり、この事件で同番組は放送打ち切りとなり首謀者でもある担当スタッフが懲戒解雇、番組担当プロデューサー・ディレクターが謹慎処分、東海テレビ役員も減俸・降格処分という重い処分が下った。
- 2012年5月4日、日本テレビ系列のバラエティー番組『芸能★BANG+』で虚偽のテロップが繰り返し表示され、これがきっかけで同番組の打ち切りが決まった。
- 2013年11月23日、浜松市東区（現・中央区）内で発生した殺人・死体遺棄事件で静岡放送の掛川支局所属の20歳代の男性記者が、被害者の遺体の写真を事件現場周辺に居住する人物から入手し中日新聞東海本社の女性記者に1枚5,000円で販売していたことが判明した。静岡放送は当該の男性記者を処分したとしているが、処分内容や取材の経緯などは明らかにはしていない[10]。
- 2014年7月23日、STAP細胞論文問題の渦中にいた理化学研究所の小保方晴子氏に取材をした際、小保方氏が肩や右肘などに負傷したことが発覚した。理化学研究所は翌24日、NHKに対し文書で抗議を行なった[11]。

- 2016年4月17日朝、熊本地震の現地取材にあたっていた関西テレビの中継車両が菊陽町のガソリンスタンドで給油待ちをしている長い車列の途中、割り込み給油していたことが発覚した。翌18日、関西テレビは公式Webサイト上で謝罪文を掲載し、夕方の報道番組内（生放送）で謝罪を行なった[12]。
- 2017年1月2日、TOKYO MXが放送した『ニュース女子』第91回で、沖縄・高江のヘリパッド建設工事に対する反対運動を行っている団体を現地取材した内容で「（反対派は）テロリストみたい」「韓国人はいるわ、中国人はいるわ…なんでこんな奴らがと沖縄の人は怒り心頭」「（沖縄の）大多数の人は、米軍基地に反対という声は聞かない」「ある意味沖縄県民は蚊帳の外」などと不適切な発言をしたことが問題となった。

- 2017年2月22日、NHKが『ガッテン!』で睡眠薬の誤使用を助長する放送を行い、その後謝罪し再放送の中止を決定した[13]。
- 2019年5月10日、読売テレビの『かんさい情報ネットten.』内のコーナー企画「迷ってナンボ!」のロケにおいて、同コーナーの出演者である藤崎マーケットが性別を確認することを目的に一般人の胸元に触れる、身分証明書を提示させるなどして性別を確認するなど人権上不適切な取材を行いVTR終了直後、コメンテーターの若一光司が生放送中に厳しく批判した。この一連の流れはTwitterなどで拡散され、問題が表面化した。同年5月13日、事態を重く見た同社は謝罪文を公表するとともにホームページ上に謝罪文を掲載し、同コーナーを休止することを発表した。

- 2019年11月9日、テレビ山口の『週末ちぐまや家族』で『情報ネットten.』同様、性的少数者に対して差別的な内容を放送した、しかもこちらは『情報ネットten.』とは違い、本人の承諾を得ていなかった。

- 2021年3月12日、日本テレビの「スッキリ」内「スッキリすの週末オススメHuluッス」でお笑い芸人の脳みそ夫がアイヌを揶揄する謎かけネタ発言を行なったが、しかもコーナーは収録だった。これは人種差別であり、番組及び当日の「news every.」が謝罪する事態に発展した。

- 2023年2月7日、フジテレビの「ぽかぽか」でルフィ広域強盗事件の犯人の逮捕のニュース速報がテレビの画面上部に流れた際、司会の岩井勇気 (ハライチ) がそのニュースに関してふざけたような発言をしたことから物議を醸した。

- 2023年3月24日、日本テレビの「スッキリ」で動物園での中継を行った際、スタジオにいる司会の加藤浩次がレポーターとして中継先にいるオードリーの春日俊彰にペンギンがいる池に落ちるよう煽るような発言をしたため、わざと落ちたため視聴者からの批判は勿論、動物園側からも抗議された。

- 2025年1月、週刊誌から元タレント・中居正広による女性トラブルに関して、フジテレビの社員が関与していたという疑惑が報じられた。フジテレビによる記者会見の不手際も重なり、多数の企業が同局に出稿しているCMの放映を停止するなどの社会問題にまで発展した[14][15]。

#### 日本国外
- 2004年2月1日、スーパーボウル第38回大会のハーフタイムショーでアメリカのMTVが企画した番組の一部で、歌手のジャネット・ジャクソンがジャスティン・ティンバーレイクとのデュエット中、片方の胸を露出する事件を起こし激しい非難を受けた。当初はハプニングを装っていたが、意図的な演出だったことが判明した。この事件の影響で生中継したCBSが罰金処分を受けた。
- 2011年7月6日、香港の亜州電視が“北京情報筋発”として「中国の江沢民・前国家主席が死去」と報じたが、中国政府が公式に否定し誤報として撤回された。報道広報部門の重役が引責辞任する事態に発展し、日本でも産経新聞が報道を引用し波紋が広がった。江前主席は11年後の2022年11月30日に死去した。
- 2013年7月6日、アシアナ航空214便墜落事故を報じた韓国の東亜日報系放送局「チャンネルA」の男性キャスターが犠牲者について、「韓国人でなくて中国人で良かった。我々からすれば幸運だと思います」との発言をした。この発言について中国からはもちろん、韓国内からも痛烈な非難が浴びせられた[16]。

### 新聞社

#### 日本
この節では主な不祥事について記述する。それ以外の不祥事については、ここでは記述しない。（読売新聞、朝日新聞、毎日新聞、日本経済新聞、産経新聞などを参照されたい。）
- 1950年9月27日、朝日新聞にて当時潜伏中だった日本共産党幹部伊藤律との単独会見に成功したとして会見記事を載せたが、実際は捏造であった。
- 1957年10月18日、読売新聞朝刊の社会面において売春防止法をめぐる収賄事件（内通者をあぶりだすため、検察が法務省に仕掛けたガセネタ。）が掲載された。読売新聞社は事実無根だと当事者から告訴され、執筆者は逮捕された。
- 1989年4月20日、朝日新聞の写真部員が沖縄県西表島で自ら傷をつけたサンゴを撮影し、同紙に掲載した。
- 1989年6月1日、毎日新聞でグリコ・森永事件の犯人取り調べが行われたという記事が掲載されたが、全くの虚偽であった。
- 1989年8月17日、読売新聞は東京・埼玉連続幼女誘拐殺人事件の容疑者である宮﨑勤のアジトが発見されたと報道したが、虚偽の内容であった。また記事を書いた記者の名前も、処分も未発表のままである。
- 1999年8月3日付の毎日新聞中部本社版朝刊に掲載されたコラム「一語一話」の内容が、朝日新聞のコラム「天声人語」の1975年8月18日付の記事内容と同一（一部語句を書き換えている。）であることが同年8月5日に発覚、毎日新聞社は記事を執筆した中部本社編集局報道センター課長を諭旨退職とし、同本社編集局長と報道センター長を役職停止1ヶ月、同本社代表と常務取締役を減給とする処分とした。
- 2003年5月1日、毎日新聞のカメラマンが戦地取材の記念品にと手荷物として持ち込んだクラスター爆弾の子爆弾の不発弾が空港内で爆発し、空港警備隊員などが死傷するという事件が発生した。[17]
- 2004年5月26日、読売新聞が新潟在住のバングラデシュ国籍の男性が国際テロ組織アルカイダと関連があるかのように報道したが、誤報だった。
- 2005年4月15日、産経新聞が第14回地球環境大賞の授賞式において秋篠宮文仁親王が「お言葉」の中でフジサンケイグループの主催に言及したとする虚偽の記事を掲載した。
- 2005年4月25日に発生したJR福知山線脱線事故の際に、JR西日本が開いた記者会見の席で、読売新聞大阪本社社会部の記者が説明を行うJR幹部に対して「あんたらもうええわ。社長呼んで!」などと繰り返し罵声を浴びせる姿がテレビで放映され、視聴者からも批判が殺到した。
- 2008年6月18日、朝日新聞夕刊のコラム「素粒子」で、人の死刑執行を行った鳩山邦夫法務大臣を「死に神」と揶揄した。鳩山法相や全国犯罪被害者の会（あすの会）などから強い抗議を受けた。
- 2006年11月から2008年10月にかけて、熊本日日新聞夕刊に掲載された医療特集「ピックUP」のうち、記事の一部がNHK出版が発行する『きょうの健康』のテキストからの転用だったことが2008年12月に発覚し、記事を執筆した50代の男性編集委員を部次長・総務局長に降格させた。
- 1989年10月から2001年までの12年間に渡って毎日新聞社の英語報道メディア毎日デイリーニューズで、低俗な内容、誇張や虚構にもとづく内容の記事が掲載・配信された。特に日本文化、および日本人に対する異常な記事が多かった。当初から「低俗」との批判が読者から寄せられていたにもかかわらず、2008年に表面化するまで毎日新聞社は全く対応しなかったばかりか、責任者の昇進を行うなど対応が後手にまわって抗議や疑問の声が拡大した。ネット上では「毎日変態新聞」という呼称が広まり、2008年のネット流行語大賞では4位にランクインした。
- 2009年1月、ジャパンタイムスで、AERAや週刊朝日の06年3月号から08年8月号までの記事11本、読売ウイークリーの01年4月号から08年7月号までの記事119本を無断で英訳してコラムにしていたことが発覚した[18]。
- 2009年3月、朝日新聞社の社員が社内のパソコンからネット掲示板2ちゃんねる上で、部落差別や経済的弱者および精神疾患への差別を助長するような内容を書き込んでいたことが判明し問題になった。
- 2009年8月、産経新聞が開始した公式twitter上において、第45回衆議院議員総選挙の選挙結果について「産経新聞が初めて下野」、「でも、民主党さんの思うとおりにはさせないぜ。これからが、産経新聞の真価を発揮するところ」などと公式アカウント（社会部選挙取材班担当記者）が発言した事が判明し問題になった。
- 2011年7月7日、産経新聞が“香港・亜洲電視の報道”として「江沢民・中国前国家主席が死亡」と号外まで発して報道した。しかし当の亜洲電視が直後にこの情報を撤回・謝罪した。10月、当の江前主席が公の場に姿を見せ、産経の誤報であったことが確定した。なお、中国では要人の物故は新華社や中央電視台・中央人民広播電台により公式発表される。
- 2015年11月23日、新潟日報の50代の報道部長が、自身が所属する対レイシスト行動集団（通称しばき隊）に批判的な人物（新潟水俣病訴訟弁護団長を務めた弁護士の高島章や一般人）をTwitterで誹謗中傷していたことが発覚。新潟日報社は紙面にて謝罪した。
- 2017年6月17日、アメリカ海軍のイージス艦フィッツジェラルドが民間のコンテナ船と衝突して大破・浸水し、乗員7人が死亡した事件について、朝日新聞大阪本社編集委員が公式Twitterで「不明の乗組員にはお気の毒ですが、戦場でもないところでなにやってんの、と。」と書き込んだ。フィッツジェラルドは東日本大震災発生に際して被災地を救援するトモダチ作戦に参加し、行方不明者の捜索と物資の輸送に携わったこともあり、インターネットを中心に非難が殺到したことから同委員は「米軍・コンテナ船事故に関するツイートを削除します。事故に遭われた方やそのご家族への配慮に欠け、不適切でした。不快な思いをされた方々におわびします」と謝罪するとともに当該書き込みを削除した[19]。
- 2017年12月9日、沖縄自動車道で発生した人身事故について当時産経新聞の高木桂一那覇支局長が「危険顧みず日本人救出し意識不明の米海兵隊員　元アメリカ軍属判決の陰で勇敢な行動スルー」と題した自筆の、“報道しない”他紙を非難する論評入り記事で報じるが、内容はフェイスブックのタイムラインからの抜き書きで当事者への直接取材はしていないことが琉球新報による後追いで判明した。産経新聞は記事を撤回・謝罪し、高木支局長を更迭した[20][21][22]。
- 2020年6月19日、産経新聞とフジニュースネットワークが合同で行なう「産経・FNN合同世論調査」において、直前12か月分の内容について回答結果の捏造があったことが判明した[23]。
- 2024年11月5日、毎日新聞が芸能記事コーナーの「エンタ・ボックス」内で、Snow Manの渡辺翔太のなりすましアカウントが発信したSNS投稿を基に記事が発信され、同日中になりすましと判明し記事を削除する事態となった。このコーナーの記事は「外部のコンテンツ制作会社から期間限定で試験的に記事の提供を受けて掲載されていた」ことが判明しており、いわゆる「コタツ記事」であった。近年、スポーツ紙などで手法が拡大して批判を集めている「コタツ記事」の配信に全国紙が手を出し、それがなおかつ「誤報」であったことで、識者やネット上などから厳しい批判を受けている[24][25]。

#### 日本国外
- 2011年7月、イギリスの大衆紙ニュース・オブ・ザ・ワールドが、2009年から犯罪被害者遺族やセレブリティの電話通話を探偵などに盗聴させ、内容を元に記事を書いていた事が発覚し同紙は廃刊になった。ルパート・マードック社長が議会に召喚される事態に発展していった。

- 2013年9月、フランスの週刊誌「カナール・アンシェネ」が福島第一原発事故に絡めて腕や足が3本ある力士を描いた五輪招致決定に対する風刺画を載せ、日本国内から批判を浴びるとともに、日本政府も抗議を行った。カナール・アンシェネ側は「日本人にはユーモアのセンスがない」と批判を一蹴した[26][27]。

### 出版社
- 朝霞自衛官殺害事件、通称「赤衛軍事件」において朝日ジャーナルの川本三郎記者と週刊プレイボーイの記者がそれぞれ犯人に接触し、証拠隠滅を行った上で逃走資金を提供していた。2人とも後日逮捕された。
- 文藝春秋の雑誌であるマルコポーロが西岡昌紀によるホロコースト否認論を掲載し、ユダヤ人団体と駐日イスラエル大使館からの猛抗議により廃刊に追い込まれた。一方で歴史修正主義側からの反発も起こった。

### その他

#### 国内
- 1985年8月の日本航空123便墜落事故の際には、記者が現場では遺体を足で踏んだり、遺体検視所などでは勝手な撮影を行う、更には取材中の遭難によって、ただでさえ不足しているヘリを割いて長野県警が救助にあたる事になってしまったなど、様々な問題行動が起きていた。

- FM佐賀の『夕方ラジオ チェケラッチョ』内コーナーで、キリンビールから提供されていた販売促進のための聴取者向けプレゼントが1年にわたって未発送だった事が判明した。“賞品到着を以って当選者発表とする”ため発覚しなかった。当の賞品は社内で流用されていた[28]。
- 2011年4月から8月にかけて、日本テレビの（「スッキリ!!」、「情報ライブ ミヤネ屋」）や朝日新聞が“東日本大震災の被災地・石巻市で救援ボランティアを無償で診療する医師”として「ワールドフュージョン代表・米田きよし」を名乗る人物を紹介した。ところが、朝日が記事にした直後に「米田」は偽名、また免許も持っていない偽医師だった事が判明した。行方をくらまし、8月19日に医師法違反容疑で逮捕された。
- 2013年末から14年にかけて「全聾の作曲家」「現代のベートーベン」と各社に紹介された佐村河内守が実際には譜面を書けず、湧いたイメージを新垣隆（桐朋学園大学講師）に依頼して譜面化していたことが判明した。全社が確認をしていなかった。
- 東海ラジオの『宮地佑紀生の聞いてみや〜ち』の番組生放送中、パーソナリティの宮地佑紀生がアシスタントの神野三枝に暴行を加えていたことが2016年6月30日に発覚、愛知県警は宮地を傷害容疑で逮捕するとともに、宮地の番組も同日で打ち切りとなった[29]。

#### 日本国外
- 2012年12月4日、オーストラリアのラジオ局2Day FMのパーソナリティ2人が当時キャサリン妃の入院していたキングエドワード7世病院（en:King Edward VII's Hospital）にそれぞれエリザベス女王とチャールズ皇太子になりすまし電話をかけ[30]看護師が病状を漏らした[31]。7日に電話を最初にとった看護師が自殺しパーソナリティ2人に非難が殺到した[30][32]。その後10日に2人は謝罪した[33]。2013年6月にはパーソナリティの1人に対し親会社がトップDJの表彰を行い、オーストラリアのスティーブン・コンロイ通信大臣（en:Stephen Conroy）は不快感を示した[34]。